# Lotniskowce typu Illustrious

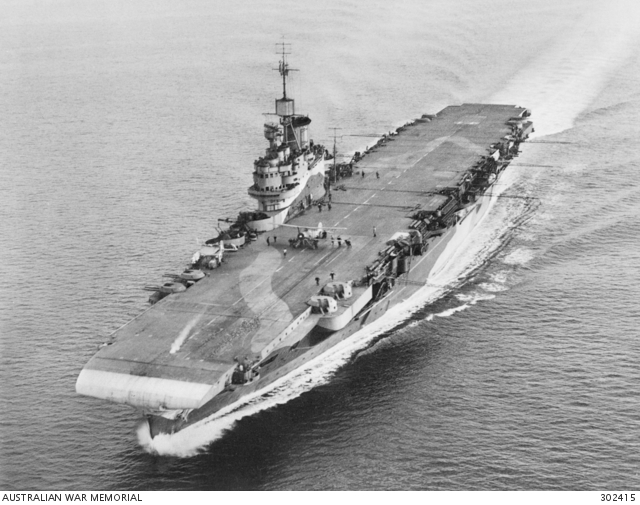
HMS „Illustrious”

Lotniskowce typu Illustrious – brytyjskie lotniskowce wprowadzone do służby w latach 1940–1941. Brały udział w II wojnie światowej. Typ składał się z czterech okrętów: HMS „Illustrious”, HMS „Formidable”, HMS „Victorious”, HMS „Indomitable”. HMS „Victorious” został przebudowany kilkakrotnie i służył do 1969, pozostałe trzy okręty zostały złomowane w latach 1953–1956.
Okręty zostały zaprojektowane przy założeniu, że będą operować na ograniczonych akwenach takich jak Morze Śródziemne i dlatego będą często atakowane przez samoloty nieprzyjaciela. W związku z tym otrzymały bezprecedensowe jak na lotniskowce opancerzenie, które chroniło hangar przed bombami 500 funtowymi i pociskami 152 mm. Jako że tonaż okrętów był ograniczony traktatowo do 23 tys. ton, ceną zainstalowania takiego opancerzenia był hangar mający tylko jeden poziom, co pozwalało na przenoszenie tylko 36 samolotów (liczba ta została zwiększona do 48 w ostatnim okręcie typu, HMS „Indomitable”, przez powrót do dwupoziomowego hangaru i zmniejszenie opancerzenia). Dla porównania, poprzedni lotniskowiec HMS „Ark Royal” z dwupoziomowym hangarem przenosił 60 samolotów.
Silnie opancerzone okręty tego typu były stosunkowo odporne nawet na ataki samolotów kamikaze, w przeciwieństwie do amerykańskich lotniskowców z nieopancerzonym hangarem, dla których takie trafienie zwykle powodowało ciężkie uszkodzenia i utratę zdolności do startu samolotów. Z drugiej strony lotniskowce amerykańskie przenosiły ponad dwukrotnie więcej samolotów, co dawało odpowiednio większą siłę uderzeniową.
Początkowo uzbrojenie okrętów składało się z 16 dział 114 mm i 48 działek 40 mm pom-pom. Podczas wojny stopniowo dodawano działka 40 mm Boforsa i działka 20 mm Oerlikon. Zwiększono też liczbę przenoszonych samolotów do 54 poprzez wprowadzenie systemu, który pozwalał na parkowanie części z nich na głównym pokładzie, dzięki specjalnym pomostom sięgających na zewnątrz od kadłuba okrętu na których stawiano tylne koła samolotów. Pod koniec wojny lotniskowce tego typu zwykle przenosiły 36 myśliwców typu Corsair i 16 samolotów torpedowo-bombowych typu Avenger.